# Cyclemys oldhamii
Cyclemys oldhamii is een schildpad uit de familie Geoemydidae. De wetenschappelijke soortaanduiding wordt abusievelijk wel gespeld als oldhami. De soortaanduiding eert professor Thomas Oldham en niet, zoals wel gedacht wordt, de verzamelaar Richard Oldham. De soort werd voor het eerst wetenschappelijk beschreven door John Edward Gray in 1863. Later werd de wetenschappelijke naam Cyclemys tiannanensis gebruikt.

## Uiterlijke kenmerken
Net als andere doornschildpadden is het schild langwerpig van vorm en relatief hoog gewelfd, de schildkleur is bruin. Het schild heeft drie kielen, een op het midden en twee op de zijkanten, die vervagen naarmate de schildpad ouder wordt. Jongere dieren hebben een veel platter schild. Het buikschild van oudere dieren kan aan de voorzijde omhoog klappen zodat de voorpoten en kop goed worden beschermd.

## Algemeen
Cyclemys oldhamii komt voor in delen van Azië; Borneo (Maleisië), India, Myanmar, Thailand, Sumatra en Java. Een voormalige ondersoort, Cyclemys oldhamii shanensis, werd enige tijd als aparte soort erkend (Cyclemys shanensis). Over de biologie en levenswijze is vrijwel niets bekend.